# Comunidad de villa y tierra de Coca

Comunidades de villa y tierra de la Extremadura castellana, Coca en el centro-superior del mapa

La Comunidad de villa y tierra es una institución política castellana, un ente jurídico autónomo que nació libremente como un sistema de autogobierno que distribuía justicia y autoridad entre sus vecinos y ordenaba en comunidad el aprovechamiento de las aguas, de las tierras y de los pinares. Se formó con la suma de antiguas costumbres más las necesidades propias de la época perteneciendo al conjunto de las Comunidades Segovianas. A esta cuadrilla también se la ha conocido como Universidad y Tierra de Coca.

Municipios integrantes

## Historia

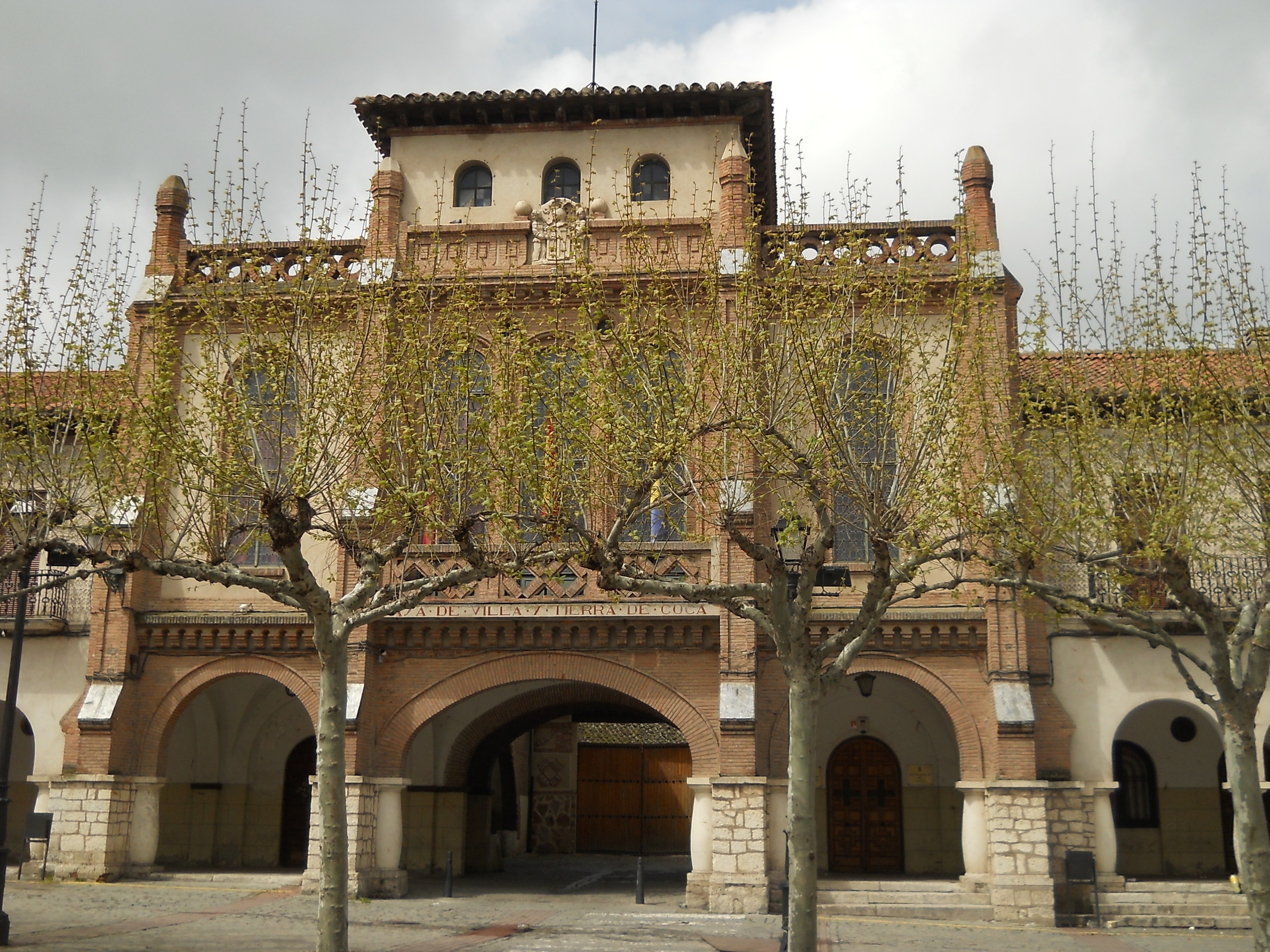
Casa de villa y tierra de Coca, actual casa consistorial de Coca

Nació a raíz de la repoblación efectuada por Alfonso VI de León, cuando surgieron los grandes Concejos a lo largo de la línea del sur del Duero. Intereses comunes de varias poblaciones hicieron que éstas se agruparan en una Comunidad. Más tarde, el rey Alfonso VIII de Castilla apoyó y dio vigor a estos grandes concejos.
Después de ser conquistada a los musulmanes, esta zona se repuebla bajo el reinado de Alfonso VI y surgen, bajo este impulso demográfico, todas las aldeas cercanas. Coca se encargará de organizar jurídica, administrativa y militarmente el territorio circundante surgiendo a finales el siglo XI la Comunidad de Coca.
En el siglo XIII estaba formada por 17 poblaciones y cerca de 300 km², siendo Coca la capital del Concejo, depositario del poder real, y quedando las aldeas supeditadas a su autoridad. No se conoce el fuero real otorgado. La mayor parte de la tierra pertenecía a este Concejo.
A lo largo de la historia la Comunidad pasará por épocas alternativas de bonanza demográfica y económica así como de crisis y enfrentamientos entre las distintas poblaciones que la forman y también con comunidades vecinas. En 1773 las poblaciones de Nava de Coca y Santiuste de Coca cambian su nombre por el de Nava de la Asunción y Santiuste de S. Juan Bautista.
Las desamortizaciones del siglo pasado afectaron a una gran parte de sus bienes patrimoniales, sobre todo a las zonas de pasto y tierra de labor.

## Municipios
- Fuente de Santa Cruz
- Santiuste de San Juan Bautista
- Nava de la Asunción
- Villeguillo
- Navas de Oro
- Coca

## Otras poblaciones
- Bernuy de Coca (Santiuste de San Juan Bautista)
- Moraleja de Coca (Nava de la Asunción)
- Ciruelos de Coca (Coca)
- Villagonzalo de Coca (Coca)

### Antiguos despoblados
- Sanchón.[2][nota 1]
- Castrillo.[nota 2]
- Trinidad[3]
- Ytorganillo[4] o Torganillo
- San Benito